# Grande Eau
Grande Eau är ett vattendrag i Schweiz. Det ligger i den sydvästra delen av landet, 80 km sydväst om huvudstaden Bern.
I omgivningarna runt Grande Eau växer i huvudsak blandskog. Runt Grande Eau är det tätbefolkat, med 297 invånare per kvadratkilometer.